# Maestro de la Vida de la Virgen

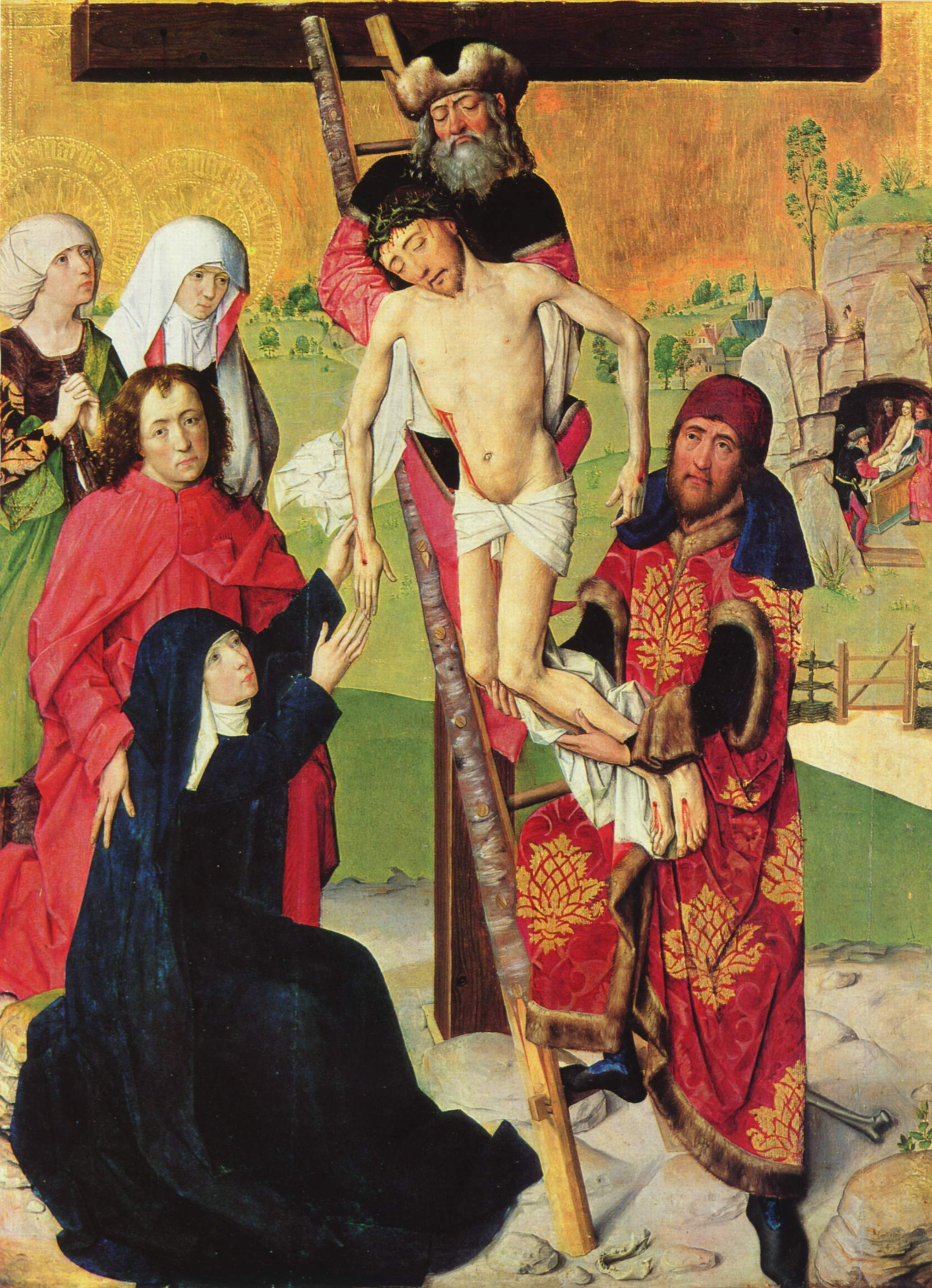
Descendimiento, Wallraf-Richartz Museum, Colonia.

Maestro de la Vida de la Virgen, de la Vida de María o, en lengua alemana, Meister des Marienlebens (activo en Colonia entre ca. 1463 — ca. 1490) es la denominación historiográfica de un maestro pintor del gótico alemán. A veces se identifica con el Maestro de Wilten o Johann van Duyren, aunque este extremo no está aceptado por todos los autores.
No debe ser confundido con un maestro noruego del siglo XIII al que también se denomina "Maestro de la Vida de la Virgen", ni con un maestro veneciano de finales del siglo XV al que se denomina "Maestro de la Vida de la Virgen del Louvre" (Maître des scènes de la Vie de la Vierge, identificado con Giovanni Francesco da Rimini). También hay otros maestros con denominaciones más diferenciadas, como los dos conocidos como Maestro de la Muerte de la Virgen, el Maestro de la Virgo inter Virgines o el Maestro de La Virgen de los Reyes Católicos.
El maestro alemán del siglo XV recibe su denominación por un ciclo de ocho escenas de la Vida de María que pintó para la iglesia de Santa Úrsula de Colonia. Siete de ellas se conservan en la Alte Pinakothek de Múnich y una en la National Gallery de Londres. En este museo también se conservan cuatro paneles de un retablo de Werden, cuyo panel central parece haberse perdido, y que algunos autores consideran de la misma mano. También se han identificado como obras suyas una Crucifixión de la capilla del hospital de Bernkastel-Kues, una Adoración de los Magos del Germanisches Nationalmuseum de Núremberg y una Crucifixión y Deposición del Wallraf-Richartz Museum de Colonia.  
Se aprecian en su estilo influencias de la pintura flamenca de Dirk Bouts y Rogier van der Weyden, por lo que se ha sugerido que habría realizado su aprendizaje en Flandes.
Se le considera el principal representante de la Escuela de Colonia, habiendo dejado su influencia en los demás maestros de ésta.

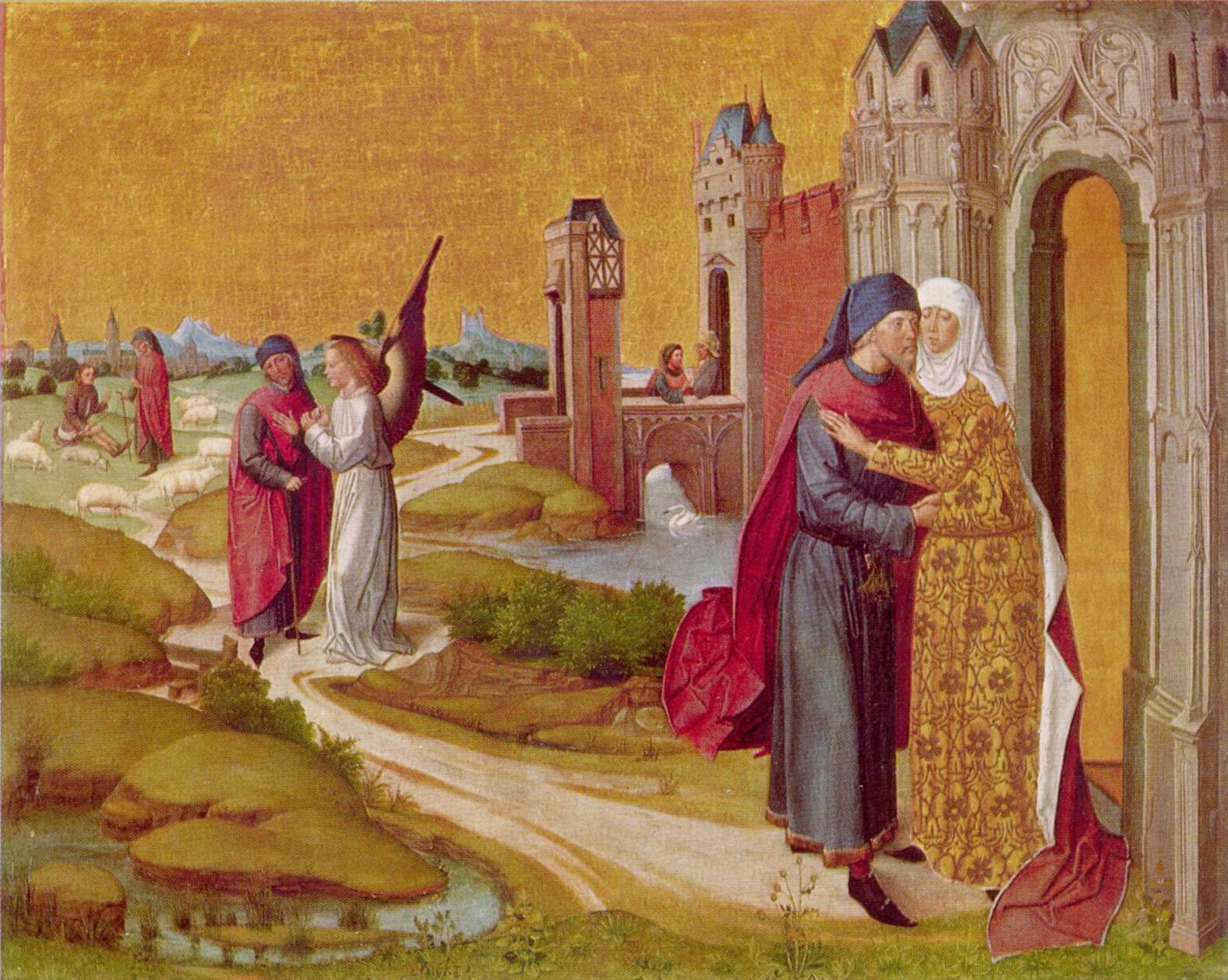
San Joaquín y Santa Ana se encuentran ante la Puerta Dorada
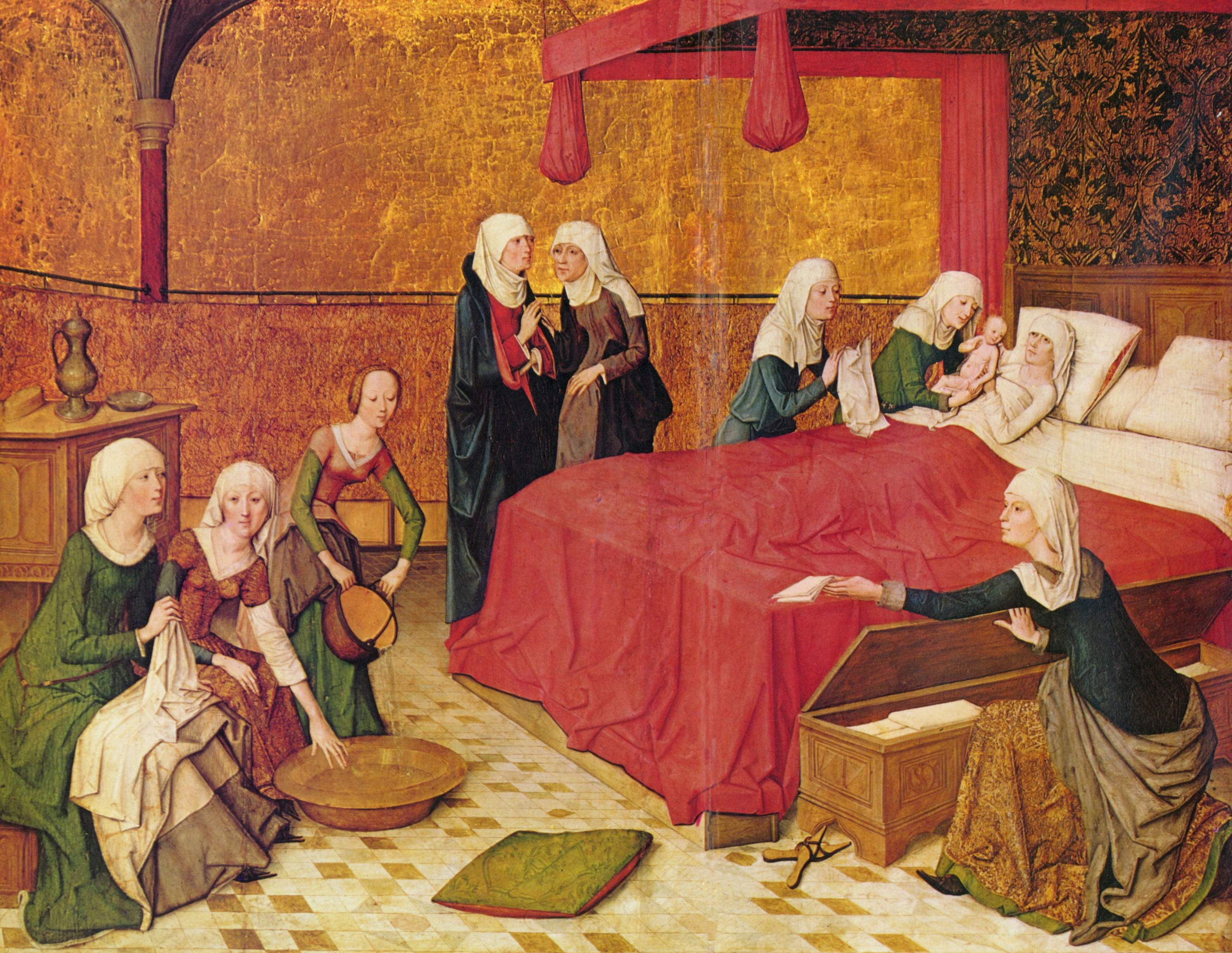
Nacimiento de María
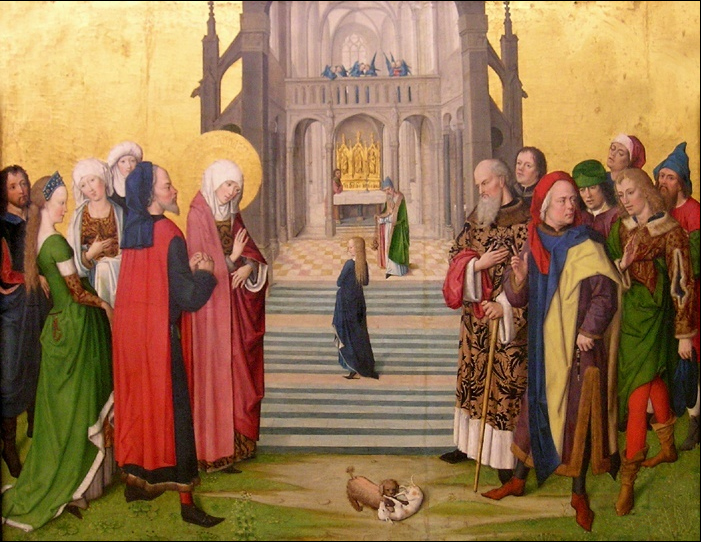
Presentación de María
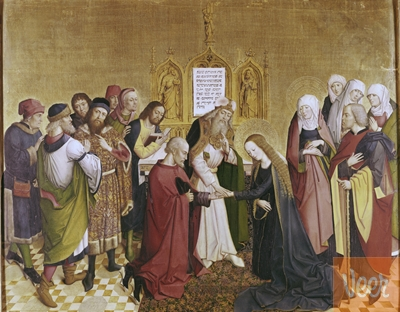
Desposorios de la Virgen
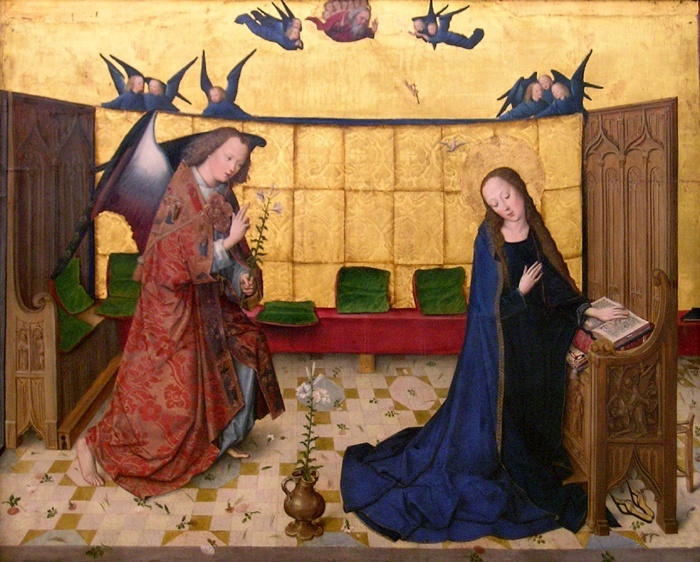
Anunciación
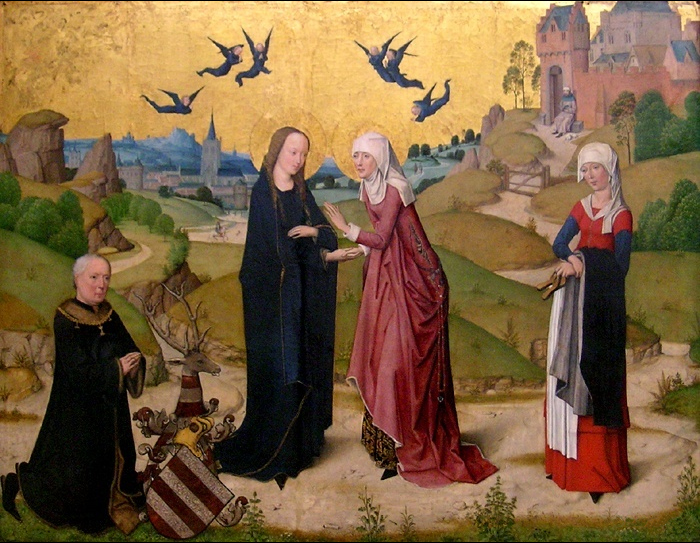
Visitación
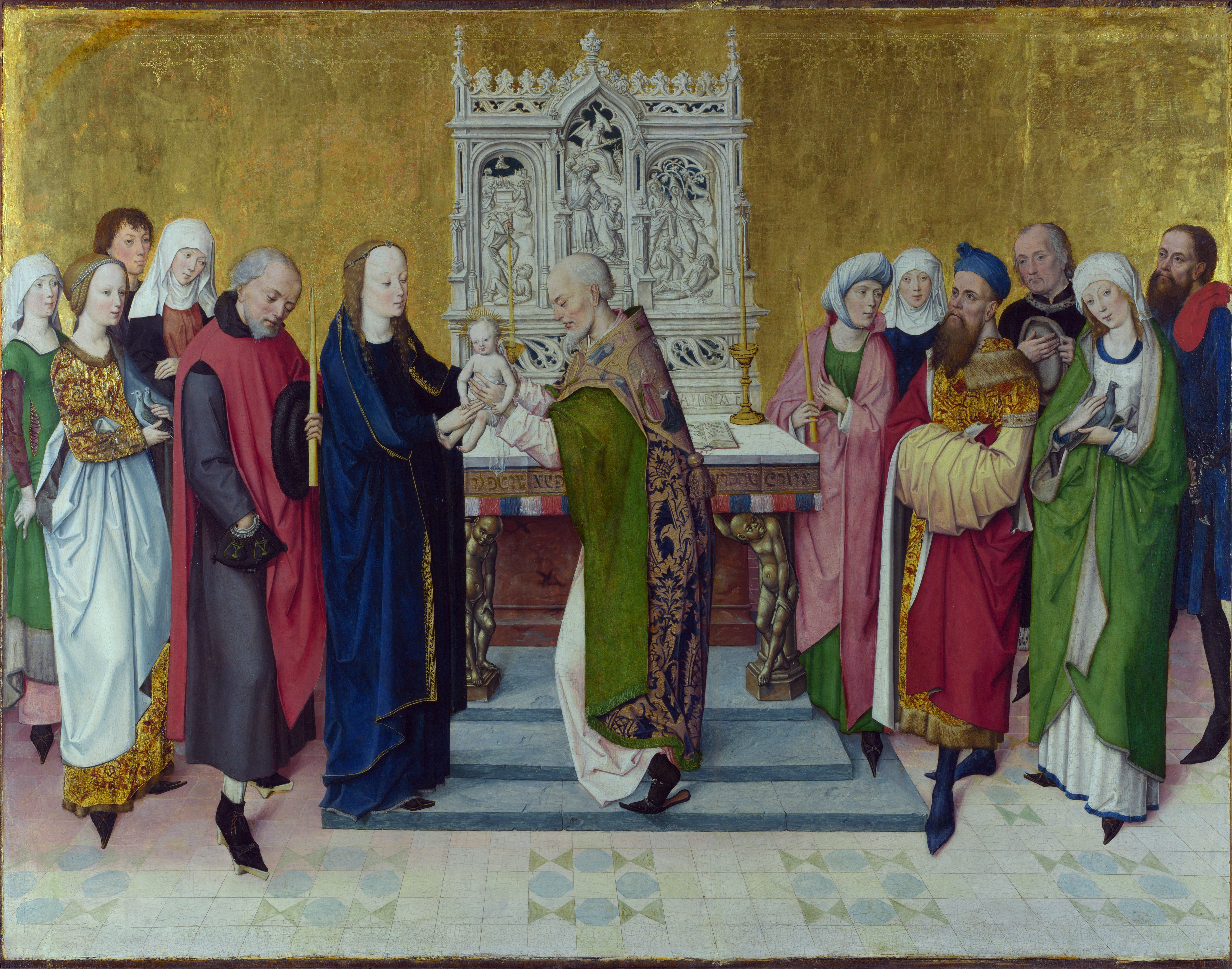
Presentación de Jesús en el Templo (la única tabla en Londres, las demás en Múnich)
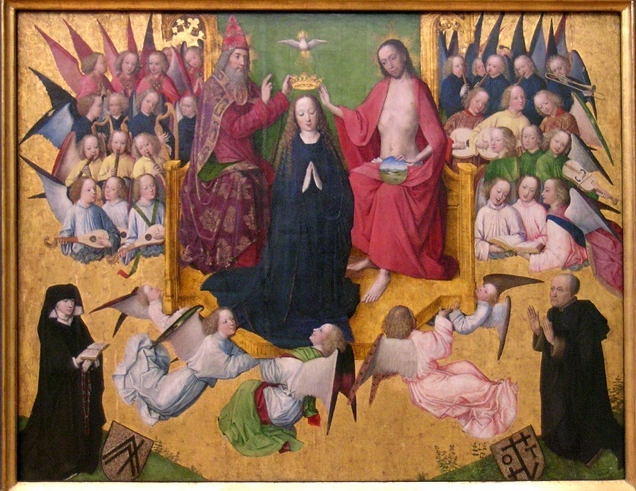
Coronación de la Virgen